# Состоят в браке
«Состоят в браке» (англ. State of the Union) — кинофильм режиссёра Фрэнка Капры, вышедший на экраны в 1948 году. Экранизация одноимённой пьесы Рассела Крауза и Говарда Линдси.

## Сюжет
Владелица медиа-империи Кэй Торндайк задумывает продвинуть своего человека на вершины власти и предлагает своему любовнику Гранту Мэтьюзу выставить свою кандидатуру на президентские выборы. Грант — успешный бизнесмен, человек с убеждениями, сторонящийся политики, которую считает полной грязи и лицемерия. Заручившись поддержкой опытного интригана Джима Коновера, Кэй уговаривает Гранта принять её предложение. Проблема, однако, состоит в его жене Мэри, с которой они уже не близки и которая может отказаться принимать участие в избирательной кампании. Тем не менее, Мэри соглашается сопровождать Гранта в поездках, надеясь вновь сблизиться с ним. Кроме того, она побуждает мужа откровенно говорить о своих взглядах, что должно расположить к нему простых американцев. Но Кэй и Джиму нужно вовсе не это, а поддержка «сильных мира сего»...

## В ролях
- Спенсер Трейси — Грант Мэтьюз
- Кэтрин Хепбёрн — Мэри Мэтьюз, его жена
- Ван Джонсон — Спайк Макманус
- Анджела Лэнсбери — Кэй Торндайк
- Адольф Менжу — Джим Коновер
- Льюис Стоун — Сэм Торндайк
- Говард Смит — Сэм Пэрриш
- Чарльз Дингл — Билл Нолард Харди
- Мэйдел Тёрнер — Лулубель Александер
- Маргарет Хэмилтон — Нора
- Ирвинг Бейкон — Бак Свенсон
- Стэнли Эндрюс — сенатор (в титрах не указан)